# Villadosia
Villadosia è una frazione geografica del comune italiano di Casale Litta (provincia di Varese), posta a sudovest del centro abitato, verso Vergiate.

## Storia
Fu un antico comune della pieve di Somma Lombardo nel Milanese.
Registrato agli atti del 1751 come un borgo di 155 abitanti, nel 1786 Villa Dosia entrò per un quinquennio a far parte dell'effimera provincia di Varese, per poi cambiare continuamente i riferimenti amministrativi nel 1791, nel 1798 e nel 1799. Alla proclamazione del Regno d'Italia nel 1805 risultava avere 404 abitanti. Nel 1809 si ingrandì provvisoriamente incorporando San Pancrazio, ma nel 1811 fu a sua volta soppresso con regio decreto di Napoleone ed annessa a Casale. Il comune di Villa Dosia fu quindi ripristinato con il ritorno degli austriaci, e l'abitato risultò essere popolato da 445 anime nel 1853, salite a 446 nel 1861. La definitiva soppressione dell'autonomia comunale giunse infine nel 1869 su decreto di Vittorio Emanuele II, che ripropose l'unione con Casale Litta sul precedente modello napoleonico.